# کوینسی رایت
کوینسی رایت (انگلیسی: Quincy Wright; ۲۸ دسامبر ۱۸۹۰ – ۱۷ اکتبر ۱۹۷۰) کارشناس سیاسی، مورخ، جامعه‌شناس، و استاد دانشگاه اهل ایالات متحده آمریکا بود.
یک آمریکایی متخصص در علوم سیاسی مستقر در دانشگاه شیکاگو بود که به خاطر کارهای پیشگامانه و تخصصش در حقوق بین‌الملل شهرت داشت.
وی همچنین برندهٔ جوایزی همچون کمک‌هزینه گوگنهایم شده است.